# Ignacio Bahamondes
Ignacio Antonio Bahamondes (Santiago, 27 de agosto de 1997), más conocido como La Jaula, es un artista marcial mixto chileno que actualmente compite en la división de peso ligero de Ultimate Fighting Championship (UFC).

## Primeros años
Nacido y criado en Santiago de Chile, Chile, Bahamondes siguió los pasos de su padre, que fue campeón sudamericano de kickboxing de la World Kickboxing Network, en el kickboxing. Tras una exitosa carrera de kickboxing amateur, se trasladó a Estados Unidos a los 16 años para seguir una carrera en las artes marciales mixtas, instalándose en Miami sin hablar inglés y solo.

## Carrera de artes marciales mixtas

### Inicios
Durante los primeros años de su carrera, consiguió un récord de 10-3 en el circuito regional norteamericano, y se proclamó el inaugural campeón de peso ligero de la promoción mexicana LUX Fight League tras vencer a Hugo Flores en LUX 004.

### Dana White's Contender Series
Fue invitado a competir en el Dana White's Contender Series 34 contra Edson Gomez el 4 de noviembre de 2020. Ganó el combate por nocaut en el segundo asalto y obtuvo un contrato con la UFC.

### Ultimate Fighting Championship

#### 2021
Bahamondes hizo su debut UFC contra John Makdessi el 10 de abril de 2021, en UFC on ABC 2. En el pesaje, pesó Bahamondes 156.75 libras, 0.75 libras por encima del límite de peso ligero de la pelea sin título. La pelea continuó en un peso pactado y fue multado con el 20% de su bolsa, que fue hacía Makdessi. Perdió la pelea por decisión dividida.
Bahamondes enfrentó a Roosevelt Roberts el 21 de agosto de 2021, en UFC on ESPN 29. Ganó la pelea por KO en el tercer asalto. Esta victoria lo hizo merecedor de su primer de Actuación de la Noche.

#### 2022
Bahamondes enfrentó a Rong Zhu el 26 de febrero de 2022, en UFC Fight Night 202 . Ganó la pelea por sumisión en el tercer asalto.
Se esperaba que Bahamondes enfrentara a Ľudovít Klein el 30 de julio de 2022, en UFC 277. Sin embargo, Bahamondes se retiró de la pelea el 15 de julio de 2022.

#### 2023
Bahamondes estaba programado para enfrentar a Nikolas Motta el 8 de abril de 2023, en UFC 287. Sin embargo, Motta se retiró de la pelea a fines de marzo debido a un corte en la cabeza y y fue reemplazado por Trey Ogden, con la pelea siendo cambiada a un peso pactado de 160 libras. Ganó la pelea por decisión unánime.
Bahamondes enfrentó a Ľudovít Klein el 5 de agosto de 2023, en UFC on ESPN 50. Perdió la pelea por decisión unánime.

#### 2024
Bahamondes enfrentó a Christos Giagos el 6 de abril de 2024, en UFC Fight Night 242. Ganó la pelea por KO en el primer asalto. Esta victoria lo hizo merecedor de su segundo premio de Actuación de la Noche.
Bahamondes enfrentó a Manuel Torres el 14 de septiembre de 2024, en UFC 306. Ganó la pelea por nocaut técnico en el primer asalto. Esta victoria lo hizo merecedor de su tercer premio de Actuación de la Noche.

#### 2025
Bahamondes enfrentó a Jalin Turner el 8 de marzo de 2025, en UFC 313. y ganó por sumision (triángulo de piernas) en el primer asalto.
Bahamondes se enfrentó a Rafael Fiziev el 21 de junio de 2025 en UFC on ABC: Hill vs. Rountree Jr. Perdió el combate por decisión unánime.

## Campeonatos y logros
- Ultimate Fighting Championship
  - Actuación de la Noche (Tres veces) vs. Roosevelt Roberts, Christos Giagos y Manuel Torres[14][27][30]

- LUX Fight League
  - Campeonato de Peso Ligero de LUX (Una vez)[7]
  - Peleador más joven en ganar un campeonato de LUX (21 años y 7 meses)

## Récord en artes marciales mixtas
| Récord profesional | Récord profesional | Récord profesional |
| 23 peleas          | 17 victorias       | 6 derrotas         |
| ------------------ | ------------------ | ------------------ |
| Nocaut             | 11                 | 0                  |
| Sumisión           | 2                  | 2                  |
| Decisión           | 4                  | 4                  |

| Resultado | Récord | Oponente                      | Método                          | Evento                               | Fecha                    | Ronda | Tiempo | Localización                | Notas                                                          |
| --------- | ------ | ----------------------------- | ------------------------------- | ------------------------------------ | ------------------------ | ----- | ------ | --------------------------- | -------------------------------------------------------------- |
| Derrota   | 17-6   | Rafael Fiziev                 | Decisión (unánime)              | UFC on ABC: Hill vs Rountree Jr.     | 21 de junio de 2025      | 3     | 5:00   | Baku, Azerbaiyán            |                                                                |
| Victoria  | 17–5   | Jalin Turner                  | Sumisión (triangle choke)       | UFC 313                              | 8 de marzo de 2025       | 1     | 02:29  | Las Vegas, Nevada           | Actuación de la Noche.                                         |
| Victoria  | 16–5   | Manuel Torres                 | TKO (golpes)                    | UFC 306                              | 14 de septiembre de 2024 | 1     | 4:02   | Las Vegas, Nevada           | Actuación de la Noche.                                         |
| Victoria  | 15–5   | Christos Giagos               | KO (patada a la cabeza)         | UFC Fight Night: Allen vs. Curtis 2  | 6 de abril de 2024       | 1     | 3:35   | Las Vegas, Nevada           | Actuación de la Noche.                                         |
| Derrota   | 14–5   | Ľudovít Klein                 | Decisión (unánime)              | UFC on ESPN: Sandhagen vs. Font      | 5 de agosto de 2023      | 3     | 5:00   | Nashville, Tennessee        |                                                                |
| Victoria  | 14–4   | Trey Ogden                    | Decisión (unánime)              | UFC 287                              | 8 de abril de 2023       | 3     | 5:00   | Miami, Florida              | Pelea en peso pactado (160 lbs).                               |
| Victoria  | 13–4   | Rong Zhu                      | Sumisión (brabo choke)          | UFC Fight Night: Makhachev vs. Green | 26 de febrero de 2022    | 3     | 1:40   | Las Vegas, Nevada           | Pelea en peso pactado (160 lbs). Rong no dio el peso.          |
| Victoria  | 12–4   | Roosevelt Roberts             | KO (patada giratoria)           | UFC on ESPN: Cannonier vs. Gastelum  | 21 de agosto de 2021     | 3     | 4:56   | Las Vegas, Nevada           | Actuación de la Noche.                                         |
| Derrota   | 11–4   | John Makdessi                 | Decisión (dividida)             | UFC on ABC: Vettori vs. Holland      | 10 de abril de 2021      | 3     | 5:00   | Las Vegas, Nevada           | Pelea en peso pactado. Bahamondes no dio el peso (156.75 lbs). |
| Victoria  | 11–3   | Edson Gomez                   | KO (patada frontal)             | Dana White's Contender Series 34     | 4 de noviembre de 2020   | 2     | 2:31   | Las Vegas, Nevada           |                                                                |
| Victoria  | 10–3   | Chris Brown                   | Decisión (dividida)             | LFA 90                               | 4 de septiembre de 2020  | 3     | 5:00   | Sioux Falls, Dakota del Sur | Regreso a peso wélter.                                         |
| Derrota   | 9–3    | Salvador Becerra              | Decisión (unánime)              | Combate 50                           | 22 de noviembre de 2019  | 3     | 5:00   | Fresno, California          |                                                                |
| Victoria  | 9–2    | Hugo Flores                   | Decisión (unánime)              | LUX 004                              | 15 de marzo de 2019      | 5     | 5:00   | Ciudad de México            | Ganó el Campeonato de Peso Ligero de Lux Fight League.         |
| Victoria  | 8–2    | Javier Reyes                  | TKO (patada al cuerpo y golpes) | LUX 003                              | 5 de octubre de 2018     | 1     | 2:53   | Ciudad de México            | Pelea en peso wélter.                                          |
| Victoria  | 7–2    | Gerardo Chaparro              | TKO (golpes)                    | Combate Extremo: Loco vs. Gallito    | 1 de diciembre de 2017   | 2     | 3:59   | Monterrey                   |                                                                |
| Victoria  | 6–2    | Francisco Javier Etchart Díaz | KO (puñetazo)                   | Champions Nights Challengers 3       | 15 de julio de 2017      | 1     | 1:20   | Zacatecas                   |                                                                |
| Victoria  | 5–2    | Oziel Rodríguez López         | Decisión (unánime)              | Combate Extremo: Flores vs. Baltazar | 15 de julio de 2017      | 1     | 1:36   | Monterrey                   | Pelea en peso pactado (158 libras). Bahamondes no dio el peso. |
| Derrota   | 4–2    | Matt McKeon                   | Sumisión (rear-naked choke)     | Island Fights 40                     | 14 de abril de 2017      | 1     | 3:08   | Pensacola, Florida          |                                                                |
| Victoria  | 4–1    | Rafael Carolino               | KO (patada en la cabeza)        | Guerra Campal 3                      | 12 de noviembre de 2016  | 1     | 3:01   | Santiago de Chile           |                                                                |
| Victoria  | 3–1    | Dion Rizzuto                  | TKO (golpes)                    | Island Fights 38                     | 13 de agosto de 2016     | 1     | 1:03   | Pensacola, Florida          |                                                                |
| Derrota   | 2–1    | Preston Parsons               | Sumisión (armbar)               | Titan FC 39                          | 10 de junio de 2016      | 1     | 2:59   | Coral Gables, Florida       |                                                                |
| Victoria  | 2–0    | Rodrigo Tavares               | KO                              | Island Fights 37                     | 11 de marzo de 2016      | 1     | 1:03   | Pensacola, Florida          |                                                                |
| Victoria  | 1–0    | Craig McAlpine                | KO (puñetazo)                   | Island Fights 36                     | 21 de noviembre de 2015  | 1     | 2:31   | Pensacola, Florida          | Debut en peso wélter.                                          |